# Walter Brito Filho
Walter Correia de Brito Filho (Campina Grande, 3 de agosto de 1960) é um empresário e político brasileiro que foi deputado estadual pela Paraíba entre 1991 e 2003. É atualmente filiado ao DC.

## Biografia
Filho de Walter Correia de Brito (proprietário da empresa de ônibus Real) e Cleonice de Medeiros Brito, herdou a carreira empresarial de seu pai, falecido em setembro de 2017 aos 87 anos de idade. É pai de Walter Brito Neto, ex-vereador de Campina Grande e ex-deputado federal, e do advogado Fabrinni Brito, que também foi vereador e candidato a deputado federal.

## Carreira política
Em 1990, Walter Brito iniciou sua carreira política ao eleger-se deputado estadual no pleito realizado em outubro. Então filiado ao PMDB, recebeu 14.042 votos (9º mais votado). Na eleição seguinte, em 1994, é reeleito com 14.148 votos, e em 1998, conquista o terceiro mandato consecutivo, desta vez obtendo 15.739 votos do eleitorado paraibano.
Nas eleições de 2002, é reeleito mais uma vez, tendo recebido 21.068 votos. Em 2006, agora no PFL, não se reelege para o quinto mandato seguido, embora fosse lembrado por 17.570 eleitores.
Em 2010, tenta o primeiro mandato como deputado federal pelo PPS (atual Cidadania), não obtendo êxito: foram apenas 7.433 votos, que no entanto foram suficientes para uma suplência. Em 2014, filia-se ao PTC (atual Agir) para a disputa das eleições estaduais, desta vez candidatando-se ao Senado Federal. Walter Brito foi o penúltimo colocado entre 7 candidatos, angariando 11.063 votos na disputa vencida pelo peemedebista José Maranhão, seu ex-companheiro de partido.
Sua primeira eleição municipal na carreira foi em 2016, quando disputou a prefeitura de São Sebastião de Lagoa de Roça - segundo o ex-deputado, a decisão era uma homenagem à sua mãe, que era natural do município. Foi o menos votado da eleição, com apenas 51 sufrágios do eleitorado lagoarocense. Ele chegou a ensaiar uma candidatura para deputado federal em 2018, mas desistiu e apoiou a candidatura de Fabrinni Brito, que voltava a disputar um cargo eletivo depois que não tentou a reeleição para vereador de Campina Grande em 2012.
Walter Brito ainda teve seu nome cogitado para disputar novamente a prefeitura de São Sebastião de Lagoa de Roça em 2020, mas sua candidatura não saiu do papel. Em 2022 filiou-se ao DC para tentar voltar à ALPB, porém teve apenas 557 votos.